# 奧萊什基區

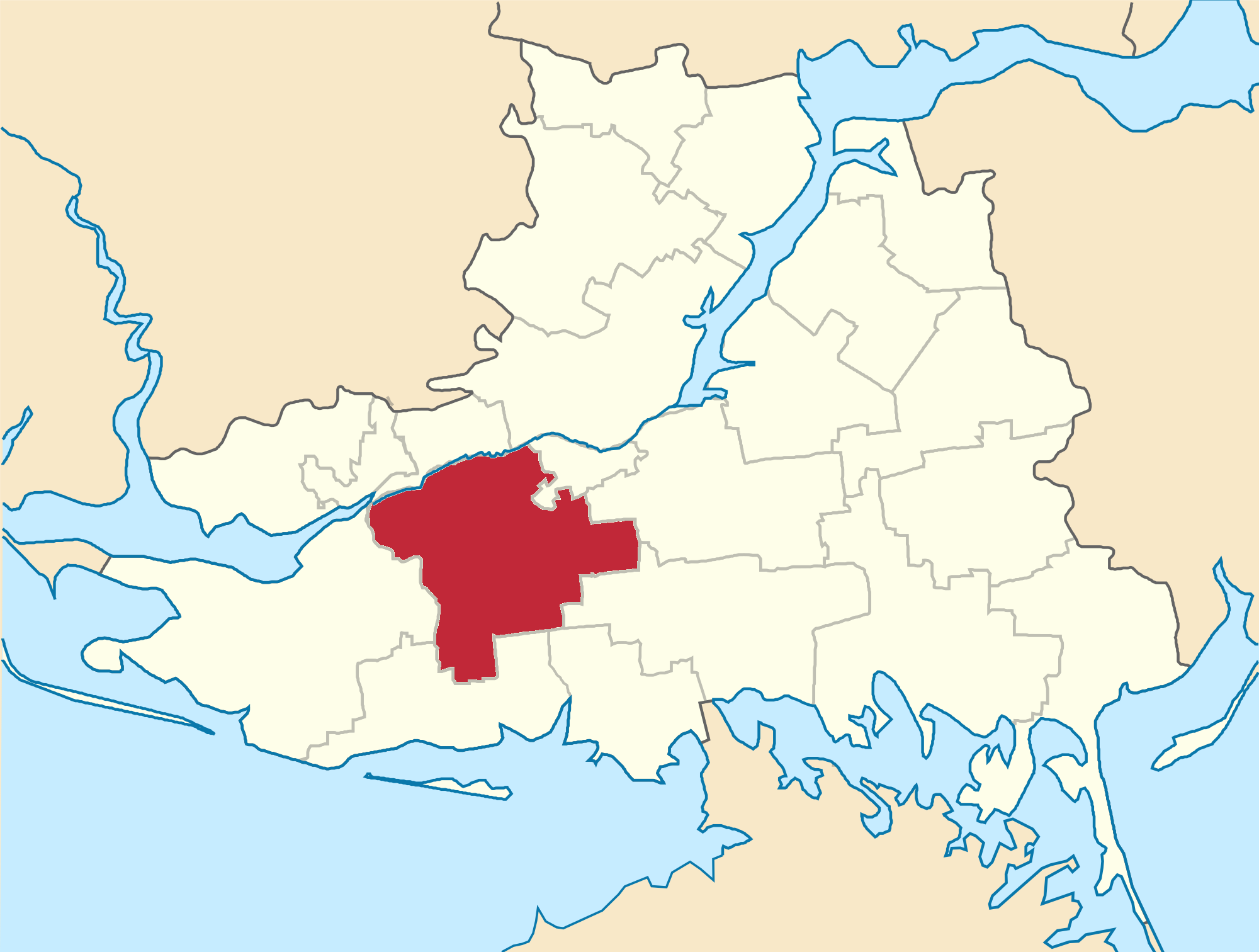
撤销前奧莱什基區在赫爾松州的位置

奧莱什基區（烏克蘭語：Олешківський район）曾是烏克蘭赫爾松州的一個區，位於該國南部，行政中心設於奧萊什基，面積1,800平方公里，2020年人口数量为70,128人。

## 历史
本区原名为秋魯平斯克區。2016年5月乌克兰最高拉达据去共化法律将区名改为奧莱什基區。
该区在2020年7月18日的乌克兰行政区划改革中被撤销，改革后赫尔松州下分为5个区。奧莱什基區的范围称为新成立的赫尔松区的一部分。